# Lambi
Lambi este un oraș din Insulele Faroe.